# Curling agli VIII Giochi asiatici invernali - Torneo maschile
Il torneo di curling maschile si è svolto dal 18 al 24 febbraio 2017 al Sapporo Curling Stadium di Sapporo in Giappone.

## Squadre
| Cina                                                                 | Taipei cinese                                                               | Giappone                                                                                   | Kazakistan                                                                                       |
| -------------------------------------------------------------------- | --------------------------------------------------------------------------- | ------------------------------------------------------------------------------------------ | ------------------------------------------------------------------------------------------------ |
| - Liu Rui - Xu Xiaoming - Ba Dexin - Zang Jialiang - Zou Qiang       | - Randolph Shen - Nicholas Hsu - Brendon Liu - Lin Ting-li - Steve Koo      | - Yusuke Morozumi - Tetsuro Shimizu - Tsuyoshi Yamaguchi - Kosuke Morozumi - Kosuke Hirata | - Viktor Kim - Abylaikhan Zhuzbay - Dmitriy Garagul - Muzdybay Kudaibergenov - Abilay Nurumbetov |
| Qatar                                                                | Corea del Sud                                                               |                                                                                            |                                                                                                  |
| - Nabeel Al-Yafei - Ahmed Al-Fahad - Jaber Al-Ozali - Ahmad Khashabi | - Kim Soo-hyuk - Park Jong-duk - Kim Tae-hwan - Nam Yoon-ho - Yoo Min-hyeon |                                                                                            |                                                                                                  |

## Risultati

### Fase a gironi
| Pos | Squadra       | G | V | P | PF | PS | Qualificazione |
| --- | ------------- | - | - | - | -- | -- | -------------- |
| 1   | Cina          | 5 | 5 | 0 | 50 | 18 | Semifinali     |
| 2   | Corea del Sud | 5 | 4 | 1 | 50 | 16 | Semifinali     |
| 3   | Giappone      | 5 | 3 | 2 | 53 | 25 | Semifinali     |
| 4   | Taipei cinese | 5 | 2 | 3 | 36 | 28 | Semifinali     |
| 5   | Kazakistan    | 5 | 1 | 4 | 20 | 54 |                |
| 6   | Qatar         | 5 | 0 | 5 | 11 | 79 |                |

### Fase a eliminazione diretta
|  | Semifinals | Semifinals    | Semifinals |          |   | Gold medal game | Gold medal game | Gold medal game |  |
|  |            |               |            |          |   |                 |                 |                 |  |
|  | 1          | Cina          | 8          |          |   |                 |                 |                 |  |
|  | 1          | Cina          | 8          |          |   |                 |                 |                 |  |
|  | 4          | Taipei cinese | 1          |          |   |                 |                 |                 |  |
|  | 4          | Taipei cinese | 1          |          | 1 | Cina            | 11              |                 |  |
|  |            |               |            |          | 1 | Cina            | 11              |                 |  |
|  |            |               | 3          | Giappone | 4 |                 |                 |                 |  |
|  | 2          | Corea del Sud | 3          | Giappone | 4 | 5               |                 |                 |  |
|  | 2          | Corea del Sud |            |          |   | 5               |                 |                 |  |
|  | 3          | Giappone      | 6          |          |   | Finale 3º posto | Finale 3º posto | Finale 3º posto |  |
|  | 3          | Giappone      | 6          |          |   |                 |                 |                 |  |
|  |            |               |            |          |   |                 |                 |                 |  |
|  |            |               |            |          |   | 4               | Taipei cinese   | 5               |  |
|  |            |               |            |          |   | 4               | Taipei cinese   | 5               |  |
|  |            |               |            |          |   | 2               | Corea del Sud   | 10              |  |